# My Own Private Alaska
My Own Private Alaska (skracane do MOPA) — francuski zespół wykonujący muzykę łączącą krzyczane wokale charakterystyczne dla stylistyki screamo z klasyczną grą pianina oraz perkusją.

## Historia zespołu
Zespół powstał w Tuluzie, we Francji w 2007 roku i w tym samym roku własnymi siłami wydał debiutanckie EP, na które składało się 6 utworów (w tym jeden całkowicie instrumentalny).
W 2008 roku MOPA związali się z agencją bookingową Jerkov Musiques, co pozwoliło muzykom wyruszyć we wrześniu w trasę po Europie obejmującą 17 koncertów jako support amerykańskiego zespołu Will Haven. Trasa ta objęła Niemcy, Czechy, Austrię, Holandię, Belgię oraz Francję.
Również w 2008 roku zespół związał się z producentem i dystrybutorem, firmą Kertone Production oraz wytwórnią I Am Records (współpraca między innymi z zespołami Korn, Norma Jean oraz Black Light Burns) i miała pod okiem producenta Ross Robinson (założyciel I Am Records; odpowiedzialny za nagrania m.in. The Klaxons, At The Drive-In czy The Cure) zająć się nagrywaniem nowego materiału między lipcem a początkiem września tego samego roku. W serwisie Youtube umieszczane były krótkie filmy dokumentujące ten proces.
W lutym 2009 r. zespół nagrał teledysk do utworu "After You", zapowiadający nowy album.
Francuskie trio 7 lipca 2009 roku otworzyło koncert zespołu Metallica, który miał miejsce w amfiteatrze w mieście Nîmes we Francji. Występ amerykanów został nagrany i wydany na DVD jako Français Pour Une Nuit przeznaczone na francuski rynek.
Rok 2010 przyniósł pierwszy longplay zespołu - "Amen", który miał premierę 1 marca. Płyta składa się z 11 utworów, cztery z nich to ponownie nagrane piosenki z debiutanckiego albumu. Na płycie znalazł się również cover utworu "Where Did You Sleep Last Night" spopularyzowanego w latach 90. przez grunge'owy zespół Nirvana. Współpraca z Rossem Robinsonem przyniosła niespotykane do tej pory w nagraniach zespołu czyste wokale oraz okazjonalne urozmaicenie brzmienia zespołu przez efekty komputerowej edycji dźwięku w stylu glitch (w utworach "I Am An Island" oraz "Kill Me Twice". Wydanie kolekcjonerskie "Amen" zawierało podwójną płytę winylową, CD oraz DVD (2,5 godzinny materiał video zawierający zapis sesji nagraniowych z Rossem Robinsonem, klip video do "After You" oraz film przedstawiający jego powstawanie, wywiady z zespołem i producentem oraz inne nagrania). Album został również wydany w formie cyfrowej. W ramach promocji płyty zespół wystąpił również w Polsce, 30 marca w łódzkim klubie Stereo Krogs.
5 kwietnia 2011 wydany został album zatytułowany "The Red Sessions". Jest to występ zespołu nagrany na żywo w Solstice Studio oraz Bedrum Studio, określany mianem "akustycznego". Charakterystyczny jest niemal całkowity brak krzyczanych wokali. Obrazy stanowiące oprawę graficzną wykonał perkusista zespołu, Yohan Hennequin. Album można kupić w formie cyfrowej za dowolnie podaną cenę a również ściągnąć darmowo w sześciu formatach na profilu zespołu w serwisie Bandcamp.
W tym samym roku ukaże się składający się z trzech utworów minialbum. Pierwszy z nich - "There Will Be No One" dostępny jest na profilu zespołu w serwisie Myspace, zaś kolejny - "Red" ukazał się wcześniej na "The Red Sessions".
Zespół ponownie wystąpi w Polsce w maju 2012 roku na 4. edycji festiwalu Asymmetry Festival we wrocławskim klubie Firlej.

## Muzycy

### Obecny skład zespołu[9]
- Matthieu "Milka" Miegeville – wokal
- Tristan Mocquet – pianino
- Yohan Hennequin – perkusja

## Dyskografia
Albumy studyjne
- Amen (2010)
- The Red Sessions (2011)

Minialbumy
- My Own Private Alaska (EP, 2009)
- A Red Square Sun (EP, 2011)